# تنگ رازیانه
تنگ رازیانه یک اثر طبیعی ملی و یکی از پدیده‌های زمین‌شناسی در شهرستان بدره استان ایلام در غرب ایران و شرق منطقه  کردستانات است. این تنگه درهٔ باریک و ژرفی است که در منطقه‌ای سرسبز واقع شده است. در درون این تنگه نیز رودی روان است. تنگه رازیانه چه به لحاظ طبیعی و گردشگری و چه به لحاظ علم زمین‌شناسی در کشور بی‌نظیر است و این شکاف ۱۰ تا ۳۰ متر عمق دارد و طول آن نیز با مارپیچ‌هایش هزار و ۲۰۰ متر است که در نوع خود زیباست.
محل این تنگه در ۵۰ کیلومتری جاده ایلام-بدره و از توابع بخش مرکزی شهرستان بدره است. ۷۵ هکتار از اراضی تنگه رازیانه در سال ۱۳۸۸ خورشیدی به‌عنوان اثر طبیعی-ملّی معرفی شد و در همان سال این اثر در فهرست آثار طبیعی-ملّی ایران قرار گرفت. این ثبت آن را در طبقه دوم سازمان بین‌المللی حفاظت از طبیعت (IUCN) قرار داده است.
راه باستانی بدره «آبهر» به پشته ارشت و بردبال چنارباشی، از کوهپایه‌ها عبور کرده و در ادامه پس از عبور از کلم و تنگ رازیانه به روستای گنجه و سپس به روستای پاکل گراب و منطقه چنارباشی متصل است. آثار متعددی از دوران مختلف در این ناحیه مشاهده می‌شود. از روستاهای اطراف تنگه رازیانه می‌توان به روستای گنجه، روستای پاکل گراب و روستای چنارباشی اشاره کرد. روستای پاکل گراب در توابع بخش مرکزی شهرستان بدره قرار گرفته است. این روستا از محله‌های بان چمرییه، برآفتاب و پله درو تشکیل شده است و از مناطق دیدنی این روستا می‌توان به غار برزد اشاره کرد.